# Rikard Karlberg
Rikard Karlberg (Göteborg, 1 december 1986) is een professioneel golfer uit Zweden.

## Carrière
Karlberg had als amateur handicap +3 en ging in 2004 al een keer als amateur naar de Tourschool. Hij werd in 2006 professional. In 2007 won hij de Order of Merit op de Nordic League, waarna hij naar de Europese Challenge Tour van 2008 promoveerde. Via de Europese Tourschool lukte het in 2008 en 2009 niet een tourkaart te halen, maar op de Aziatische Tourschool lukte het wel voor het seizoen 2010. Dat jaar behaalde hij twee overwinningen in India met winst in de SAIL Open en de Hero Honda Indian Open. In 2015 kwam hij voor het eerst uit op de Europese PGA Tour. In zijn eerste seizoen was hij de beste in de Italiaans Open.

### Overwinningen
| Jaar | Toernooi               | Tour                |
| ---- | ---------------------- | ------------------- |
| 2006 | PGA Landmann Open      | Telia Tour          |
| 2007 | Unibake Masters        | Scanplan Tour       |
| 2007 | St Ibb Open            | Telia Tour          |
| 2007 | PGA Landmann Open      | Telia Tour          |
| 2009 | Stenungsund Open       | SGF Golf Ranking    |
| 2010 | SAIL Open              | Aziatische PGA Tour |
| 2010 | Hero Honda Indian Open | Aziatische PGA Tour |
| 2015 | Italiaans Open         | Europese PGA Tour   |

### Resultaten op deMajors
| Major                 | 2006 | 2007 | 2008 | 2009 | 2010 | 2011 | 2012 | 2013 | 2014 | 2015 | 2016 | 2017 | 2018 | 2019 | 2020 |
| --------------------- | ---- | ---- | ---- | ---- | ---- | ---- | ---- | ---- | ---- | ---- | ---- | ---- | ---- | ---- | ---- |
| Masters Tournament    |      |      |      |      |      |      |      |      |      |      |      |      |      |      |      |
| U.S. Open             |      |      |      |      | CUT  |      |      | CUT  |      |      |      |      |      |      |      |
| The Open Championship |      |      |      |      |      |      |      |      |      | CUT  | CUT  |      |      |      |      |
| PGA Championship      |      |      |      |      |      |      |      |      |      |      | CUT  |      |      |      |      |

CUT = miste de cut halverwege

### Resultaten op deWorld Golf Championships
| Toernooi             | 2006 | 2007 | 2008 | 2009 | 2010 | 2011 | 2012 | 2013 | 2014 | 2015 | 2016 | 2017 | 2018 | 2019 | 2020 |
| -------------------- | ---- | ---- | ---- | ---- | ---- | ---- | ---- | ---- | ---- | ---- | ---- | ---- | ---- | ---- | ---- |
| WGC Kampioenschap    |      |      |      |      |      |      |      |      |      |      |      |      |      |      |      |
| WGC Matchplay        |      |      |      |      |      |      |      |      |      |      |      |      |      |      |      |
| WGC Invitational     |      |      |      |      |      |      |      |      |      |      |      |      |      |      |      |
| WGC - HSBC Champions |      |      |      |      |      |      |      |      |      |      | T57  |      |      |      |      |